# Abner Nuule
Abner Nuule (* 12. Februar 1935; † 30. Juli 2023) war ein namibischer Politiker der Demokratischen Turnhallenallianz (DTA).
Von 1989/90 war er für die DTA Mitglied der Verfassunggebenden Versammlung Namibias und anschließend bis 1995 Mitglied des 1. Parlaments der Nationalversammlung.
Nuule starb 2023 im Alter von 88 Jahren.